# Andrus Värnik
Andrus Värnik (Antsla, 1977. szeptember 27. –) világbajnok észt gerelyhajító, hajóparancsnok. Legjobbja 87,83 méter, ez egyben az észt rekord is.

## Pályafutása
Värnik nemzetközi szinten először a 2003-as atlétikai világbajnokságon lett ismert: 85,17 méteres dobással ezüstérmet nyert. A következő évben 6. lett a 2004. évi nyári olimpiai játékokon gerelyhajításban, 83,25 méteres eredménnyel.
Egy 87,17 méteres dobással meglepetésre aranyérmet nyert a 2005-ös atlétikai világbajnokságon, megelőzve az olimpiai bajnokot, Andreas Thorkildsent és a világbajnoki címvédő Szergej Makarovot.

## Egyéni legjobbja
- Gerelyhajítás - 87,83 méter (2003)

## Magánélete
2010. január 16-án ittas vezetésen fogták. 12 000 észt koronára bűntették, valamint négy hónapra bevonták a vezetői engedélyét.